# Expressen
Expressen is een Zweedse krant die dagelijks op tabloid-formaat verschijnt. De krant heeft een oplage van 363.000 exemplaren per dag. Expressen werd in 1944 door Otto Sjöberg opgericht.
De eerste uitgave van de krant verscheen op 16 november 1944. De inhoud van de eerste uitgave was een interview met het personeel van de Britse Avro Lancaster, die het Duitse schip Tirpitz liet zinken.
Het hoofdkantoor van Expressen bevindt zich in Stockholm.